# الخطوط الجوية البوسنية
طيران البوسنة والهرسك ، هي شركة طيران سابقة في البوسنة و الهرسك مع مكتبها الرئيسي في سراييفو. وفق جداول منظمة وتقديم الخدمات المستأجرة للركاب وكذلك خدمات الشحن الصغيرة. مع قاعدتها الرئيسية في مطار سراييفو الدولي، وتعد الخطوط الجوية القطرية الناقل الرسمي البوسنة و الهرسك.

## نبذة تاريخية

### التسعينات
تأسست شركة الطيران 12 أغسطس 1994 بأسم طيران البوسنة. في خريف عام 2003، توقفت عمليات الطيران بسبب الديون المتزايدة وأنه لم يعد قادرة على السداد. وظلت متوقفة حتى مايو 2004 عندما وعدت حكومة اتحاد البوسنة والهرسك لإحيائه. في حزيران عام 2005 إعادة تشغيل العمليات على النحو الخطوط الجوية البوسنية تعمل على زوج من طائرات ATR-72.
في أواخر عام 2007، أعلنت الحكومة البوسنية كان لبيع أسهم الخطوط الجوية البوسنية. في 23 فبراير 2008 ذكر أن الخطوط الجوية التركية كانت في مفاوضات لشراء شركة الطيران، ويوم 30 مارس عام 2008 إلى أن الخطوط الجوية الكرواتية كانت مهتمة أيضا فيها. دعت الحكومة لاتحاد البوسنة والهرسك أيضا الخطوط الجوية الجوية التركية والخطوط الجوية كرواتية لإعادة رسميا الخطوط الجوية البوسنية.
وقد تلقت عروضا من الخطوط الجوية التركية والاتحاد الأردني للطيران، والتي تضمنت الملكية الأردنية. في 29 أكتوبر 2008، أعلنت الحكومة البوسنية أن الخطوط الجوية التركية قد اختير كأفضل عارض في مزاد الخطوط الجوية البوسنية. اقترحت الخطوط الجوية التركية إلى التأجير الخطوط الجوية البوسنية طائرتين بوينغ، من الخطوط الجوية التركية ومقابل 49٪ من أسهم الشركة غطت دفعات الإيجار من طراز بوينغ وشاركت في زيادة رأس المالها. ولكن في يونيو 2012 انهت الخطوط الجوية التركية فيما يلى العقود والتي أعطت حكومة البوسنة والهرسك الطيران ضخ اموال مليون 3.5€.

### التعديلات بعد 2012
اعتبارا من منتصف عام 2012، وهي مملوكة للشركة بشكل مشترك من قبل الحكومة لاتحاد البوسنة والهرسك (99.93 ٪) وشركة إنرجوإنفست (0.07 ٪)، بعد شراء الحكومة لحصة مشتركة سابقا من قبل الخطوط الجوية التركية (49 ٪).
في أبريل 2013 إلغاء جميع الرحلات للشركة عندما تم سحب طائرة ATR 72 فقط للصيانة. وكان في آخر ATR 72 تم اخذها للصيانة أيضا.

## الوجهات
- البوسنة والهرسك

```
**
سراييفو
 (
مطار سراييفو الدولي
) 
(مركز العمليات)

**
بانيا لوكا
 (
مطار بانيا لوكا الدولي
)
```

- الدنمارك

```
**
كوبنهاغن
 (
مطار كوبنهاغن الدولي
)
```

- هولندا

```
**
امستردام
 (
مطار سخيبول أمستردام الدولي
)
```

- سويسرا

```
**
زيورخ
 (
مطار زيورخ الدولي
)
```

- تركيا

```
**
إسطنبول
 (
مطار أتاتورك الدولي
)
```

- صربيا

```
**
بلغراد
 (
مطار بلغراد نيكولا تيسل الدولي
)
```

## الاسطول

### الاسطول الحالي
في عام 2015 هي اسطول طيران الوسنة والهرسك
| إيه تي آر 72-212 | 1 | 0 | 1 | ـ | ـ | 66 | 66 |  |  |  |  |  |